# Massengrab in Semič
Auf dem Gebiet der Gemeinde Semič in Slowenien wurde bisher (Stand Februar 2024) ein Massengrab in Gradnik aus der Zeit des Zweiten Weltkriegs gefunden.

## Gradnik
- Das Massengrab von Pintarca (slowenisch: Grobišče Pintarca) liegt am Südwesthang eines großen Erdfalls etwa 700 Meter östlich von Omota. Es enthält die Überreste von vier bis sechs Menschen, die im Oktober 1943 von Partisanen getötet wurden.[1]